# 대전도안고등학교
대전도안고등학교(大田道安高等學校)는 대한민국 대전광역시 유성구 원신흥동에 있는 공립 고등학교이다.

## 학교 연혁
- 2010년 12월 28일 : 학교 설립 인가(31학급)
- 2013년 3월 1일 : 개교
- 2013년 3월 4일 : 제1대 유명익 교장 취임
- 2013년 3월 4일 : 제1회 입학식(8학급 남 135명, 여 147명 총 282명)
- 2016년 2월 4일 : 제1회 졸업식(252명 졸업)
- 2024년 1월 12일 : 제9회 졸업식(276명 졸업, 누계 2,361명)
- 2024년 3월 4일 : 제12회 입학식(11학급 321명)
- 2024년 9월 1일 : 제6대 권기원 교장 취임

## 참고 자료
- 대전도안고등학교 - 한국교육학술정보원 학교알리미